# Matt Harpring
Matthew Joseph Harpring (né le 31 mai 1976 à Cincinnati, Ohio) est un joueur professionnel américain de basket-ball évoluant aux postes d'ailier et d'arrière.

## Carrière
Après quatre années au Georgia Institute of Technology, il est choisi en 15e position par le Magic d'Orlando lors de la draft 1998 de la NBA. Après le Magic, il évolue aux Cavaliers de Cleveland, puis aux 76ers de Philadelphie, avant d'arriver au Jazz de l'Utah en 2002. Il va y passer la majorité de sa carrière professionnelle. Solide défenseur, il est l'un des meilleurs rebondeurs de la ligue à son poste, puis perd progressivement du temps de jeu, laissant de plus en plus de place à la génération montante du Jazz (Ronnie Brewer, C.J. Miles, Paul Millsap...)